# Peña de la Silla
La peña de la Silla es una montaña del Sistema Central español situada en el cordal principal de la sierra de Ayllón, entre las provincias de Guadalajara y Segovia. Tiene una altitud de 1937 m y se encuentra al este del puerto de la Quesera y al oeste de la peña de la Tiñosa.
Es una montaña pizarrosa formada en la orogenia hercínica. En su falda sur nace el río Jaramilla y al norte un barranco vierte aguas al arroyo de la Zarza. La vegetación en la cima es escasa, pero a cierta altitud, en la falda su aparecen pinares y en la falda norte se encuentra el hayedo de la Pedrosa.